# Panzerbataillon
Ein Panzerbataillon (abgekürzt PzBtl) der Bundeswehr ist ein etwa 500 Soldaten umfassender, vollbeweglicher Verband, der mit Kampfpanzern Leopard 2 ausgerüstet ist. Ein Panzerbataillon führt Operationen im Rahmen einer Brigade, eines Gefechtsverbandes oder als eigenständiger Einsatzverband oder Gefechtsverband durch, dessen Auftrag im klassischen Gefecht der verbundenen Waffen (neu: Operation verbundener Kräfte) darin besteht, feindliche Panzertruppen in allen Gefechtsarten bei Tag und bei Nacht zu bekämpfen. In Verbindung mit anderen Truppengattungen ist ein Panzerbataillon in der Lage, auch in urbanem Raum erfolgreich zu operieren.
Das Gefecht eines Panzerbataillons ist gekennzeichnet durch den schnellen Wechsel zwischen
- Feuer und Bewegung,
- Auflockerung und Zusammenfassung der Kräfte,
- angriffsweisem Stoß auch im Zusammenwirken mit Schützenpanzern und
- Feuerkampf aus der Bewegung und aus Stellungen.

## Zusammensetzung
Ursprünglich waren die Panzerbataillone der Bundeswehr mit 54 Kampfpanzern, drei Bergepanzern und mehreren gepanzerten anderweitigen Hilfsfahrzeugen ausgestattet.
- 1./ Stabs- und Versorgungskompanie – 3 Kampfpanzer (Kommandeur, stellv. Kommandeur, ein Umsteigefahrzeug), drei Bergepanzer, drei Hotchkiss San, sechs Hotchkiss cargo, sechs MTW M113
- 2./ Panzerkompanie – 15 Kampfpanzer in drei Zügen plus dem Chefpanzer und ein Umsteigefahrzeug
- 3./ Panzerkompanie – 15 Kampfpanzer in drei Zügen plus dem Chefpanzer und ein Umsteigefahrzeug
- 4./ Panzerkompanie – 15 Kampfpanzer in drei Zügen plus dem Chefpanzer und ein Umsteigefahrzeug

Die Allgemeine Grundausbildung (AGA) fand quartalsmäßig reihum in den Kampfkompanien statt, deren Panzer in diesem Zeitraum stillgelegt waren. Die Spezialisten für die Stabs- und Versorgungskompanie wurden nach der AGA herausgefiltert und in die 1. Kompanie versetzt. Mit Ausnahme der Übergänger zur Stabs- und Versorgungskompanie blieb das Personal der Kampfkompanien daher vom ersten bis zum letzten Tag der Dienstzeit zusammen.
Im heutigen Friedensgrundbetrieb besteht das Panzerbataillon der Bundeswehr aus einer Stabs- und Versorgungskompanie, drei Panzerkompanien und einer Einsatzunterstützungskompanie. Im Einsatz erfolgt häufig eine Unterstellung eigener Einheiten unter die Führung von Verbänden anderer Truppengattungen. Eine Verstärkung mit Panzergrenadier-, Flugabwehr- und Pionierkräften ist die Regel.
Geführt wird das Panzerbataillon im Regelfall durch einen Stabsoffizier im Dienstgrad Oberstleutnant. Seine Stehzeit als Kommandeur des Bataillons beträgt üblicherweise drei Jahre.
Das Panzerbataillon der Bundeswehr ist im Regelfall mit 44 Kampfpanzern des Typs Leopard 2 ausgerüstet. Sie befinden sich in folgenden Einheiten:
- 1./ Stabs- und Versorgungskompanie – zwei Leopard 2 sowie zwei Bergepanzer Büffel im Instandsetzungszug.
- 2./ Panzerkompanie – vierzehn Leopard 2 (je vier in drei Zügen (= zwölf), zwei in der Kompanieführungsgruppe)
- 3./ Panzerkompanie – vierzehn Leopard 2 (je vier in drei Zügen (= zwölf), zwei in der Kompanieführungsgruppe)
- 4./ Panzerkompanie – vierzehn Leopard 2 (je vier in drei Zügen (= zwölf), zwei in der Kompanieführungsgruppe)
- 5./ Einsatzunterstützungskompanie – keine Panzerfahrzeuge.

## Panzerbataillone der Bundeswehr
Die Bundeswehr verfügt im Jahr 2022 über sechs aktive Panzerbataillone:
- Panzerlehrbataillon 93 in Munster (unterstellt der Panzerlehrbrigade 9)
- Panzerbataillon 104 in Pfreimd (unterstellt der Panzerbrigade 12)
- Panzerbataillon 203 in Augustdorf (unterstellt der Panzerbrigade 21)
- Panzerbataillon 363 in Hardheim (nach Aufstellung unter der Panzergrenadierbrigade 37, seit 01.04.22 der Panzerbrigade 12 unterstellt)
- Panzerbataillon 393 in Bad Frankenhausen (unterstellt der Panzergrenadierbrigade 37, Verlegung aus Bad Salzungen)
- Panzerbataillon 414 in Lohheide (vormals teilaktiv mit nur 2 Kompanien, jetzt 5 Kompanien inklusive 1 niederländische Kompanie, das Bataillon ist der niederländischen 43 Gemechaniseerde Brigade unterstellt, welche wiederum der deutschen 1. Panzerdivision untersteht)[1]

Nach einem Beschluss von Anfang 2015 wurde folgende teilaktive Einheit neu aufgestellt:
- Das teilaktive Gebirgspanzerbataillon 8 in Pfreimd mit zwei aktiven Kompanien.

Nach Umsetzung der Standortentscheidungen vom 2. November 2004 bestanden folgende Panzerbataillone:
- Panzerbataillon 33 in Neustadt am Rübenberge (unterstellt der Panzerlehrbrigade 9)
- Panzerlehrbataillon 93 in Munster (unterstellt der Panzerlehrbrigade 9)
- Panzerbataillon 104 in Pfreimd (unterstellt der Panzerbrigade 12)
- Panzerbataillon 203 in Augustdorf (unterstellt der Panzerbrigade 21)
- Panzerbataillon 393 in Bad Frankenhausen/Kyffhäuser (unterstellt der Panzergrenadierbrigade 37)
- Panzerbataillon 413 in Torgelow (unterstellt der Panzergrenadierbrigade 41)

Das Panzerbataillon 33 wurde in ein Panzergrenadierbataillon umgegliedert, das Panzerbataillon 413 in ein Jägerbataillon.
Ersetzt wurden diese beiden Bataillone durch die späteren Neuaufstellungen des Panzerbataillons 363 (Aufstellung 2019) und das Panzerbataillons 414 (Aufstellung 2015).
Weitere fünf Panzerbataillone sind mit Gerät als Reserve eingelagert (Ergänzungstruppenteil).